# 山田圭子 (漫画家)
山田 圭子（やまだ けいこ、1965年12月9日 ）は、日本の漫画家。女性。福岡県北九州市門司区出身。血液型はB型。
1987年に『チャペル』（秋田書店）に掲載された『真昼も星は降っている』でデビュー。代表作に『ゴーゴーヘブン!!』などがある。熱い作風の成長ものを得意とする。

## 作品リスト
プリンセス・コミックス（秋田書店）
- 星に願いをかけるとき
- 2（two）
- だから牡丹が好きやねん
- ゴーゴーヘヴン!!
- 「VS」バーサス
- リミテッド・ラヴァーズ
- 狐隠れの君
- 戦国美姫伝花修羅

KISSコミックス（講談社）
- キャバママ

Action Comics（双葉社）
- 心おきなく正気を捨てえ!!

ハーレクインコミックス・キララ（ハーパーコリンズ・ジャパン）
- 秘密のまま別れて（原作：リン・グレアム）

学研まんが NEW日本の伝記（学研）
- 織田信長 天下統一をめざした武将
- 真田幸村